# Gobernación de Ufá
La gobernación de Ufá (en ruso: Уфи́мская губе́рния, en baskir: Өфө губернаһы, Öfö gubernahı) era una gubernia del Imperio ruso (en ruso: Уфи́мская губе́рния) con su capital en la ciudad de Ufá. Fue creada en 1865 por separación de la gobernación de Oremburgo. El 23 de marzo de 1919, la gubernia se transformó en la República Autónoma Socialista Soviética de Baskiria. Ocupaba una área de 122,005 km² y el territorio estaba dividido en 6 uyezds.

## Población
Según los datos de 1865, la población de la gobernación de Ufá era de 1 291 018 habitantes. Según el censo de 1897 era de 2 220 497; la población urbana era del 48.9%. Los baskires constituyeron el 41% de población total; rusos: 38%; tártaros: 8.4%; mari: 3.7%; chuvasios: 2.8%; mordvinos: 1.7%.

## Economía
Las tierras cultivables eran aproximadamente el 35% del área total. La industria estaba basada en minería y metalurgia;  había también industrias alimentarias, de ropa y timber.

## Personas notables
- Guinan Khairy, fue un poeta baskirio, escritor y dramaturgo.
- Shaikhzada Babich, fue un poeta baskirio, escritor y dramaturgo.
- Baryi Kalimullin, fue un arquitecto ruso, educador, y activista social.